# Абу Яла аль-Фарра
Абу́ Йала́ аль-Фарра́ (араб. أبو يعلى الفراء‎) или аль-Ка́ди Абу Йала (араб. القاضي أبو يعلى ‎) — один из авторитетов ханбалитского мазхаба во времена правления аббасидских халифов аль-Кадира (991—1031) и аль-Каима (1031—1075).
Абу Йала родился 27 или 28 апреля 990 года в семье учёных. Его отец аль-Хусейн ибн Мухаммад ибн Халаф (ум. 1000) был ханафитским правоведом и нотариусом. Сообщается, что он отказался от должности «судьи всех судей», предложенной халифом аль-Мути и буидом Муизз ад-Даулой. Абу Йала обучался ханбалитскому мазхабу у известного факиха Ибн Хамида (ум. 1012). Абу Йала стал кадием при дворце халифа, а также кадием Харрана и Халвана. У него обучались фикху Абу Джафар аль-Хашими, Ибн Акиль и др. Он скончался 14 или 15 августа 1066 года в Багдаде.